# Reservatório de Água do Oberhartz
O Reservatório de Água do Oberhartz é um sistema de canais, reservatórios, diques e outras estruturas, muitas das quais construídas entre os Séculos XVI e XIX a fim de convergir e armazenar água que fluíam das rodas de minas da região.

## UNESCO
O Reservatório de Água de Oberhartz, em conjunto com as Minas de Rammelsberg e a Cidade Histórica de Goslar foram inscritos como Patrimônio Mundial por "ser um sistema artificial de canais, reservatórios, túneis e drenos subterrâneos extremamente complexo mas perfeitamente coerente... é a maior inovação da indústria da mineração do Ocidente"